# Verhandelingen der Koninklijke Nederlandsche Akademie van Wetenschappen. Afdeeling Natuurkunde
Verhandelingen der Koninklijke Nederlandsche Akademie van Wetenschappen. Afdeeling Natuurkunde (abreviado Verh. Kon. Ned. Akad. Wetensch., Afd. Natuurk., Tweede Sect.) es una revista ilustrada con descripciones botánicas que es editada por Royal Netherlands Academy of Arts and Sciences. Comenzó su publicación en el año 1938. Fue precedida por Verhandelingen der Koninklijke Akademie van Wetenschappen. Afdeeling Natuurkunde, Section 2